# Joel Dahlberg

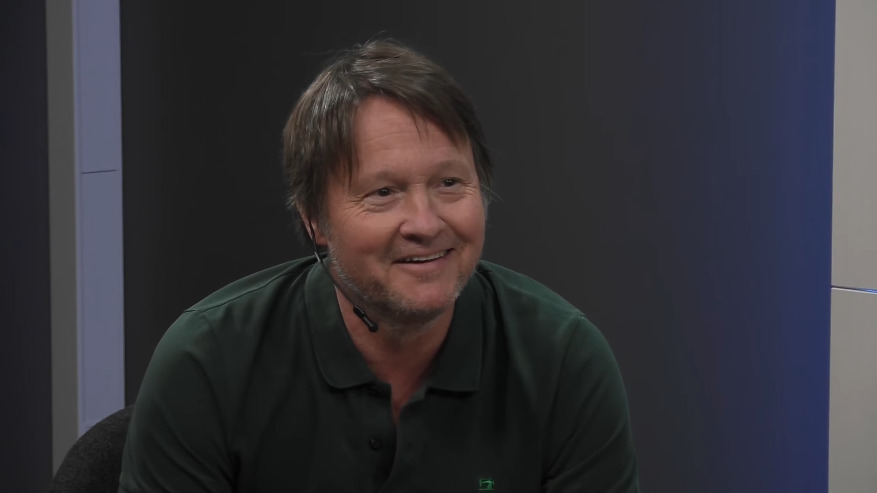
Joel Dahlberg i en intervju med Nordnets Youtube-kanal.

Joel Dahlberg, född 1962, är en svensk ekonomijournalist och författare. Han har skrivit böckerna Bankbluffen: så blir du blåst på dina pengar (2009) och Pensionsbluffen: Tryggheten som gick upp i rök (2012), båda utgivna på Ordfront förlag.
2017 nominerades Joel Dahlberg till Stora journalistpriset.